# Microsaurops
Microsaurops là một chi khủng long, được Kuhn mô tả khoa học năm 1963.